# Фортеця Тоолсе
Фортеця Тоолсе (ест. Toolse, нім. Tolsburg; колишній Вредеборч) — фортеця була заснована в 1471 році для захисту одного з найважливіших портів, що належав Ордену Віруського повіту. Звідси і її своєрідне місцеположення — фортеця знаходиться буквально біля моря, на кінчику вузького півострова. Розташована в однойменному селі Тоолсе у волості Хальяла повіту Ляене-Вірумаа, неподалік міста Кунда.

## Архітектура

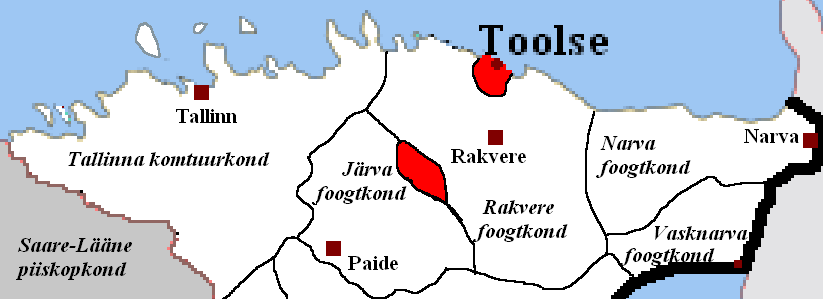
Розташування фортеці на узбережжі Естонії

Спочатку було побудовано невеличкий триповерховий будинок-фортецю, а в XV — XVI століть — декілька прибудов. Зрештою сформувалася споруда довжиною 55 м з кількома внутрішніми подвір'ями.
Фортеця дуже постраждала під час Лівонської війни, коли біля неї відбулися битви між орденськими військами, росіянами та шведами в 1558, 1574 та 1581 роках.
Відновлена у шведський час, її було остаточно зруйновано під час Північної війни на початку XVIII століття.
Звернені в бік суходолу стіни фортеці збереглися порівняно непогано, але морська північна сторона капітально зруйнована.

## Галерея

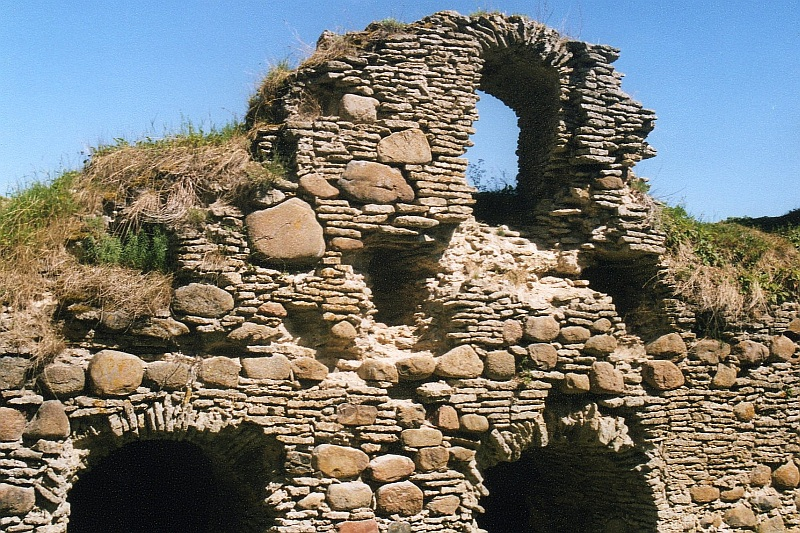
Руїни замку
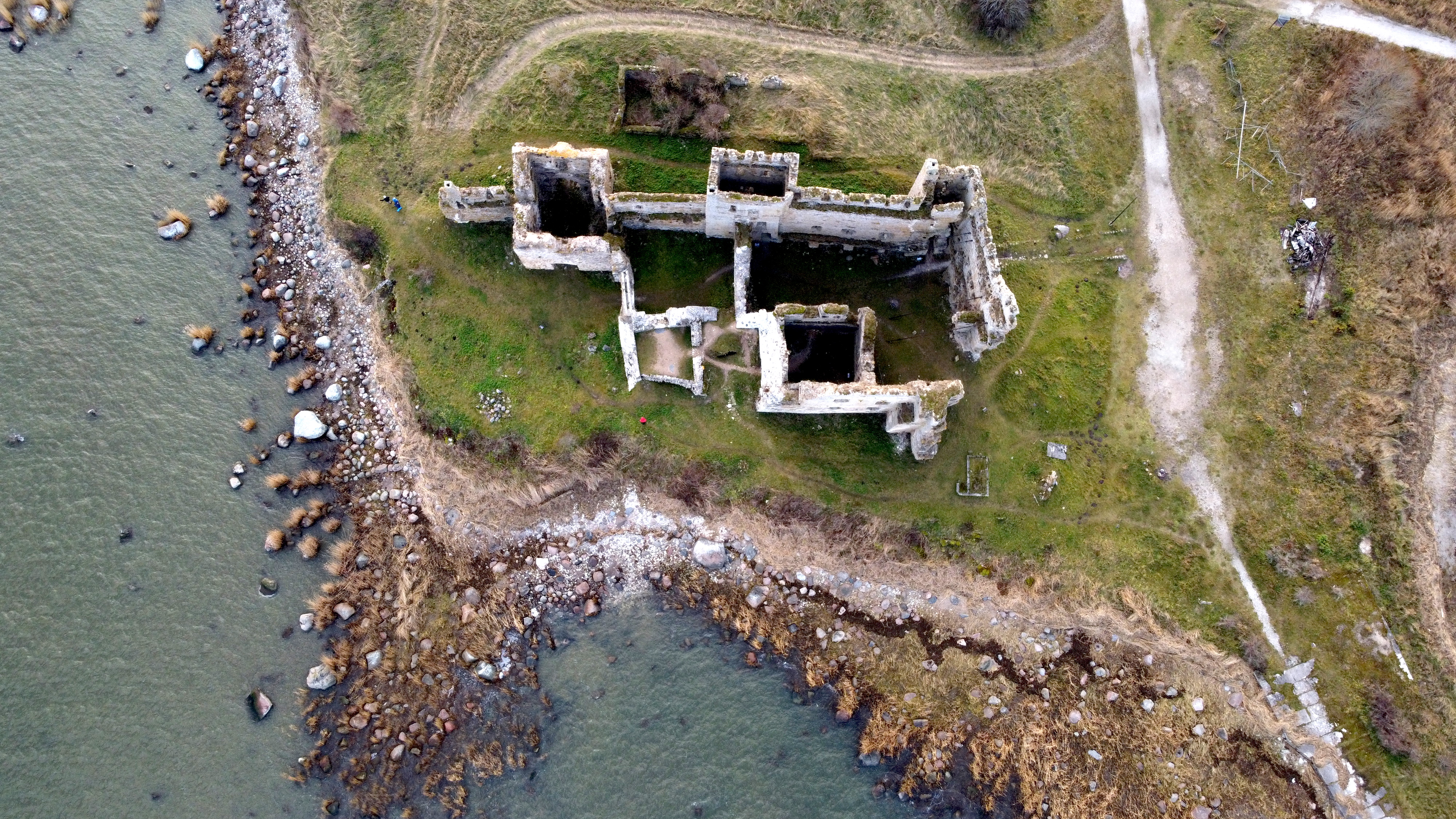
Вигляд з верху
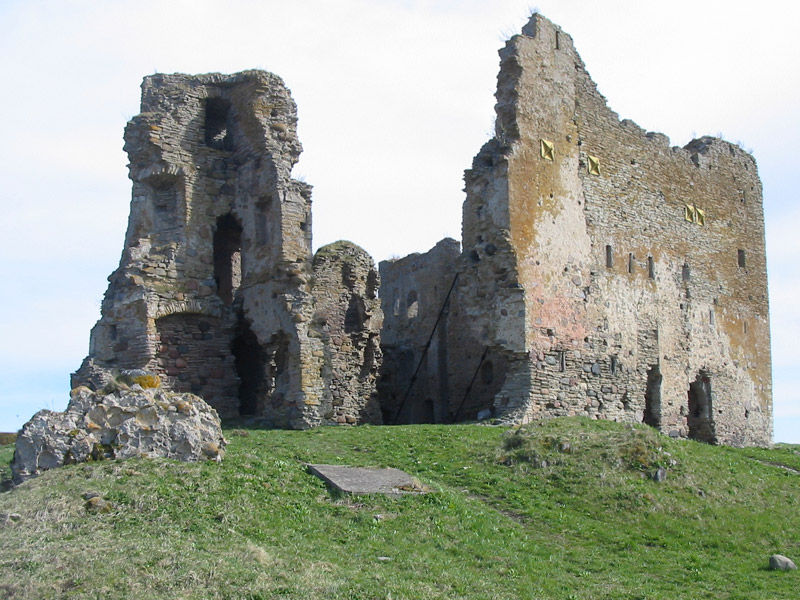
Вигляд здалеку
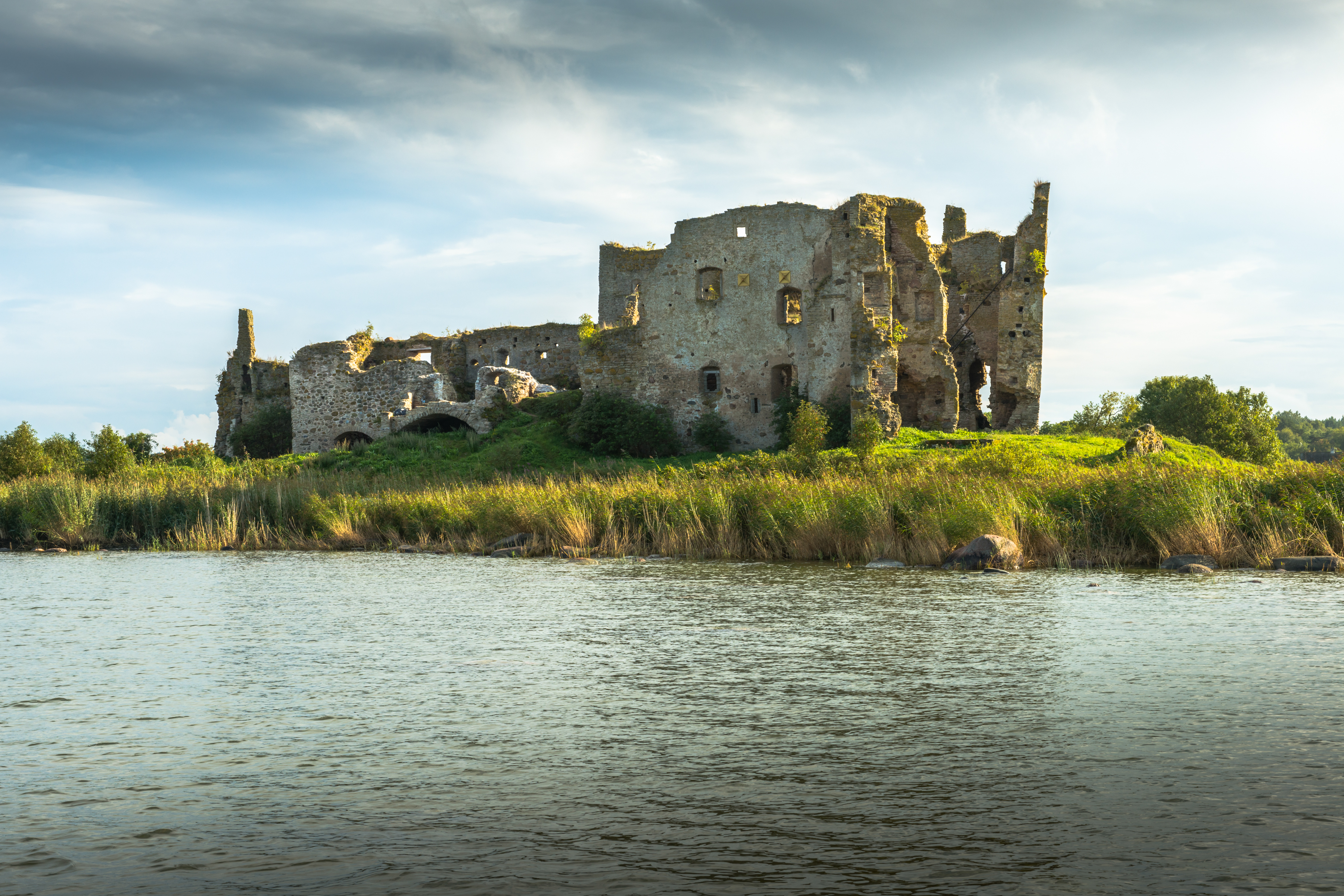
Вигляд з моря
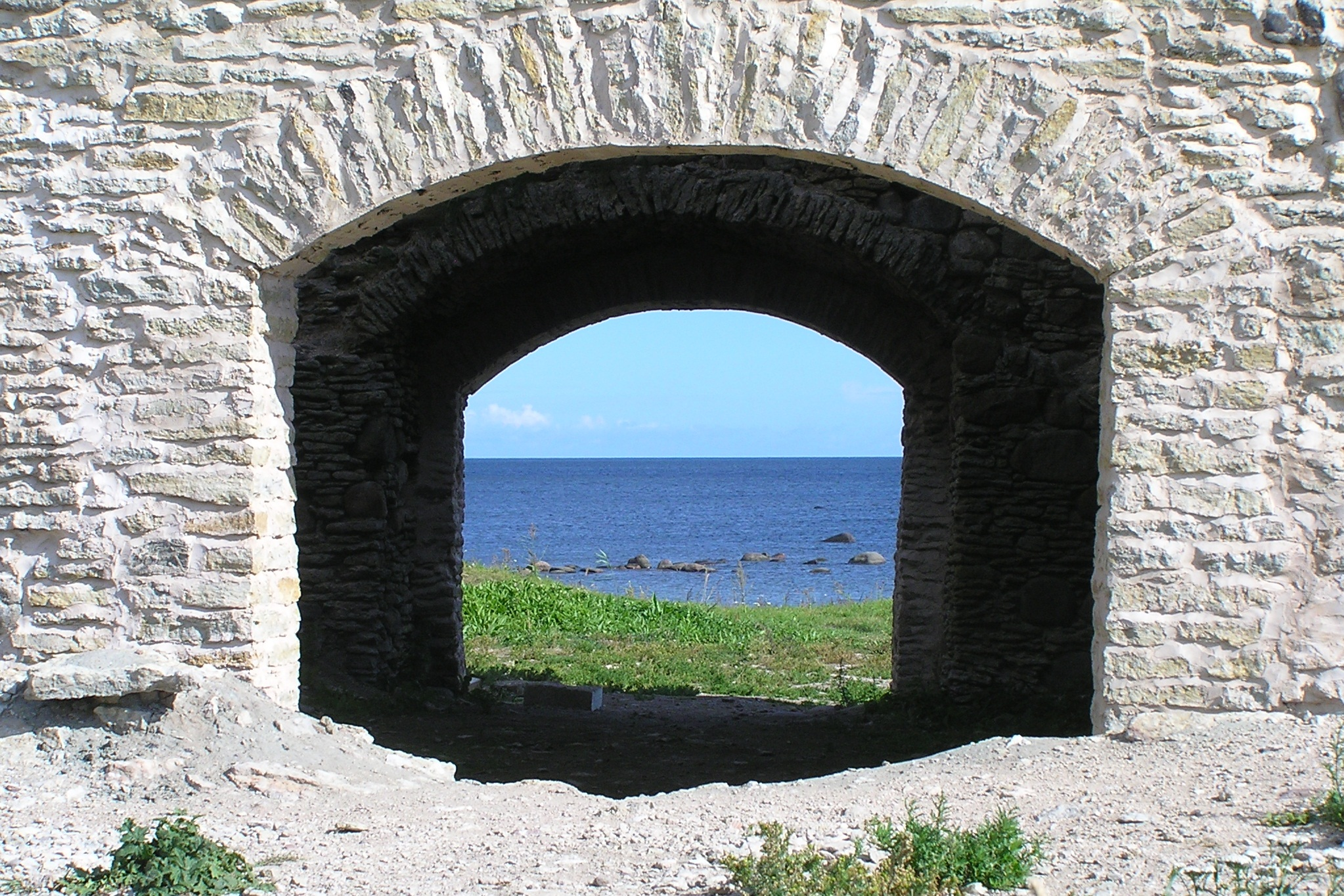
Брама головної вежі